# Punáes
Los punáes o la cultura Puná fue una cultura indígena de la Isla Puná en el Golfo de Guayaquil. Son conocidos por haber sido navegantes, comerciantes y guerreros que fueron conquistados por los Incas y posteriormente por los españoles en la Batalla de Puná. Durante la Real Audiencia de Quito sus caciques destacaron como importantes encomenderos y hábiles guerreros contra los ataques piratas al golfo.

## Historia

### Conquista de los incas y españoles
Los punaes fueron una importante cultura indígena correspondiente a los señoríos étnicos de Ecuador. Habitaron la Isla Puná en el centro del Golfo de Guayaquil. Tuvieron que vivir la conquista del incario liderada por Huayna-Cápac quien tenía el propósito de controlar el golfo. De los cronistas se conoce la historia de que envió una serie de embajadores quienes fueron recibidos pacíficamente. Tuvieron una fiesta organizado por Francisco de Tomalá. Inicialmente se le llamaba Tumbalá, pero la castellanización de su nombre lo cambió. Además el nombre de Francisco fue puesto por los españoles después, de manera similar a la que bautizaron de Francisco a Atahualpa, y a su hijo. Los emisarios incas durmieron una noche en la isla. Sin embargo los punaes aflojaron las amarras de sus balsas y al regreso se safó su transporte y murieron ahogados, desatando la furia del Inca. Posteriormente serían invadidos por un ejército Inca. Posteriormente buscaría Atahualpa pelear con Tomalá, y se sabe que el Inca salió herido de esta batalla. 
No pasó mucho tiempo desde este hecho hasta que llegó Pizarro y los conquistadores en 1531 a la Isla, desencadenando la famosa Batalla de Puná, importante episodio de la conquista del Tahuantinsuyo. En esta ocasión Francisco Tomalá no tenía intenciones pacíficas y buscó enfrentar a los conquistadores. Pizarro para crear caos liberó a los prisioneros de Tumbes que se encontraban en la isla. La conquista de Puná se resumen de la siguiente manera:

“Esta es una isla habitada por una raza populosa y guerrera. Salieron pacíficamente; y al enterarse de lo que pretendían los cristianos, atacaron su campamento al amanecer una mañana, y pusieron a los cristianos en una gran situación. Hirieron a Hernando Pizarro, quien cayó de su caballo. Vencidos los indios y sometida la isla, llegaron al campamento abundantes provisiones; y allí esperó Pizarro, sin desembarcar en la costa opuesta, hasta que llegó Hernando de Soto de Nicaragua con las otras naves, y refuerzos de hombres y caballos”.
Narrativa de las Actas de Pedrarias Dávila de Pascual de Andagoya

### Características
Se cree que en el punto más alto de la población de esta cultura, la isla llegó a tener 20.000 habitantes aproximadamente. Ante la falta de población asentada en un centro alrededor se convirtieron en una referencia fluvial y marítima a nivel regional. Construyeron balsas al igual que los manteños guancavilcas. Navegaron a Mesoamérica, por lo que probablemente pasaron por las islas Galápagos, fueron grandes comerciantes y también guerreros. Se desconoce los detalles de su cultura porque los restos arqueológicos no son tan abundantes como en otros señoríos étnicos. Sin embargo, existe una conocida piedra en forma de lagarto, donde se hacían sacrificios humanos y está actualmente en el museo de la ciudad de Guayaquil. Si bien los otros señoríos de Ecuador también realizaba sacrificios, como los que se conoce se hacían a la diosa Umiña por los manteños, o los sacrificios con piedras de los cañaris, la piedra de lagarto de los punáes es el resto antiguo más notorio de esta vieja práctica aborigen. Esta piedra es llamada Altar Ceremonial o también Piedra de los Sacrificios. Destaca por ser un megalito aborigen único en la historia prehispánica de Ecuador. Pesar alrededor de tres toneladas y fue llevada a Guayaquil en 1904. Durante estos años en los que se desarrollaron las primeras investigaciones arqueológicas en Ecuador, el científico Max Uhle al enterarse de aquello visitó la isla apuntando algunas cosas sobre dicha piedra como su origen marino, que fue tallada en ese lugar. En la actualidad se cree que esta piedra se asemeja en su forma a la misma isla Puná, a manera de un mapa. El lagarto con su extensión marca los dos extremos de la isla, que sería Puerto Tucú en lo que ahora es Puná Nueva y Estancias del Cacique lo que fue Puná Vieja. Además de estas investigaciones también existen muchas crónicas de los españoles sobre esta cultura porque fueron importantes durante la conquista y protagonistas durante la Audiencia. Por esta razón se llegó a crear encomiendas que fueron asignadas a los caciques locales.

### Mitología

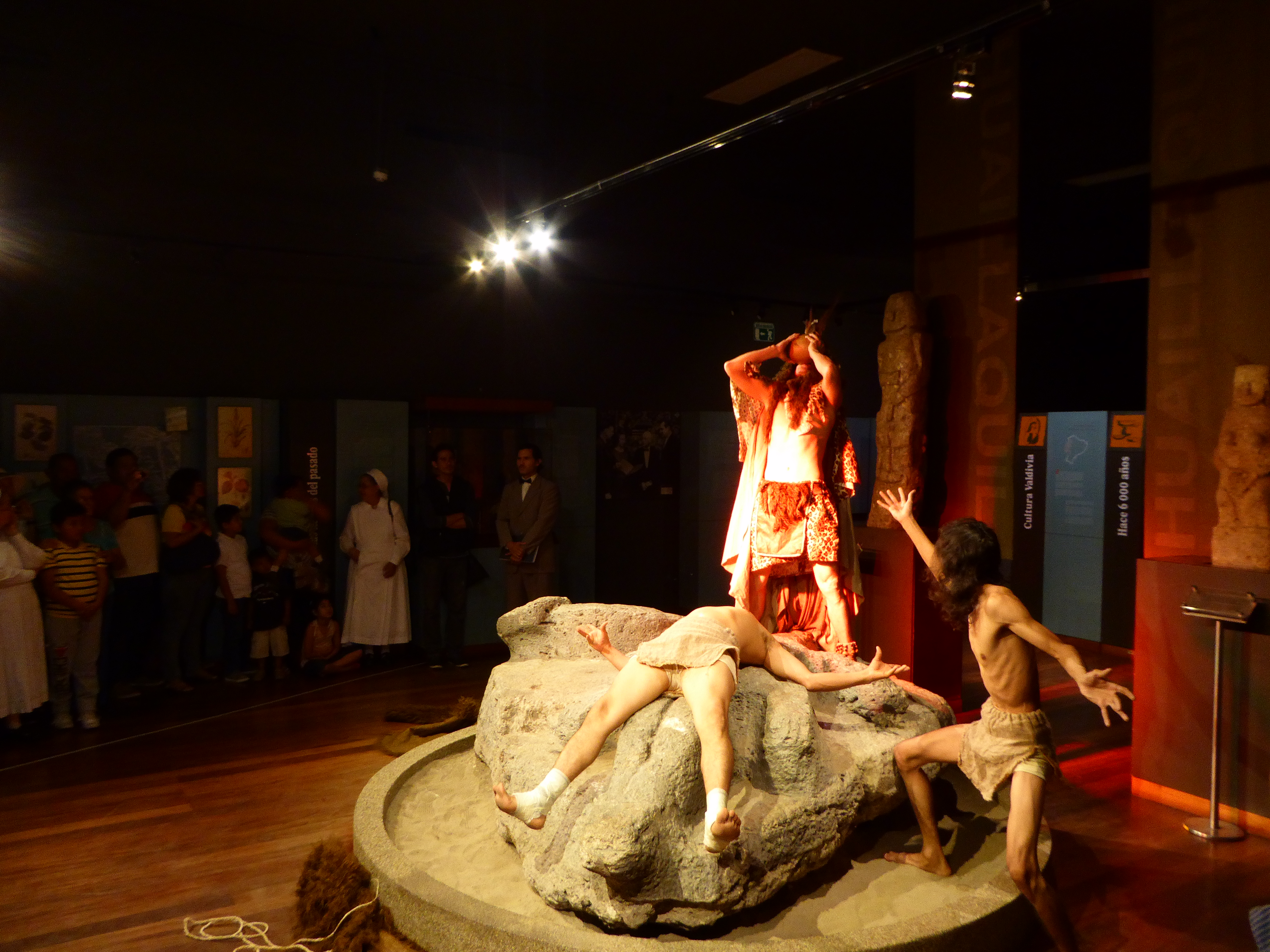
Representación de un sacrificio a Tumbal

Los Punáes creían en el Dios Tumbal, que era una deidad guerrera a quien se ofrecían sacrificios en un gran monolito con forma de lagarto. Según la leyendam esta deidad soplaba como un trueno haciendo un torbellino en el infierno. Estos vientos se concentraban en un cerro que ahora es conocido como Chongón Coonche y es el lugar donde se encuentran además otros espíritus. A esto se le suele llamar el aliento del Dios Tumbal y era importante para los punaes al ser una cultura navegante. El centro ceremonial más importante estaba en la Isla del Muerto, el nombre viene de que ahí se podía ver una figura que parecía un anciano muerto. Acá se llevaban a cabo los principales ritos que se ofrecían a Tumbal y que al principal cacique de los punaes se le llamaba por este nombre. Existe evidencia arqueológica de esto en el Cerro Alegre de la Isla Puná ya que ahí se encontró un entierro en 1904 que tenía tanto hachas como cuchillos y una piedra de cuatro toneladas y que fue registrada por el cronista Antonio de Herrera y Tordesillas.
Además se puede observar esto en la Loma Pelada que es otro cerro en donde en su cima se encuentran el terreno libre de plantas y árboles por lo que pudo haber sido un adoratorio. Para los rituales se usaban instrumentos musicales como el tambor, la maraca y caracolas marinas. También era común el uso de la concha espóndilus. A los caciques de la dinastía Tomalá era común llamarles también Tumbalá, haciendo referencia a esta deidad.Usando de temática al Dios Tumbal, el compositor ecuatoriano Luis H. Salgado le dedicaría un ballet llamado El Dios Tumbal, que sería publicado en el año 1952.
Es importante destacar además el hecho de que en el estado de Chiapas, México existe un pueblo que se llama Tumbalá. No existe estudios que determinen la conexión en los nombres, sin embargo la evidencia arqueológica de que los navegantes punaes viajaban periódicamente a Mesoamérica por lo que comercio que existía era intenso, pudo haber influenciado en la adopción de esta palabra ya sea proveniente de la lengua nativa de los punaes, o del nahuatl.

### Los punáes durante la Real Audiencia

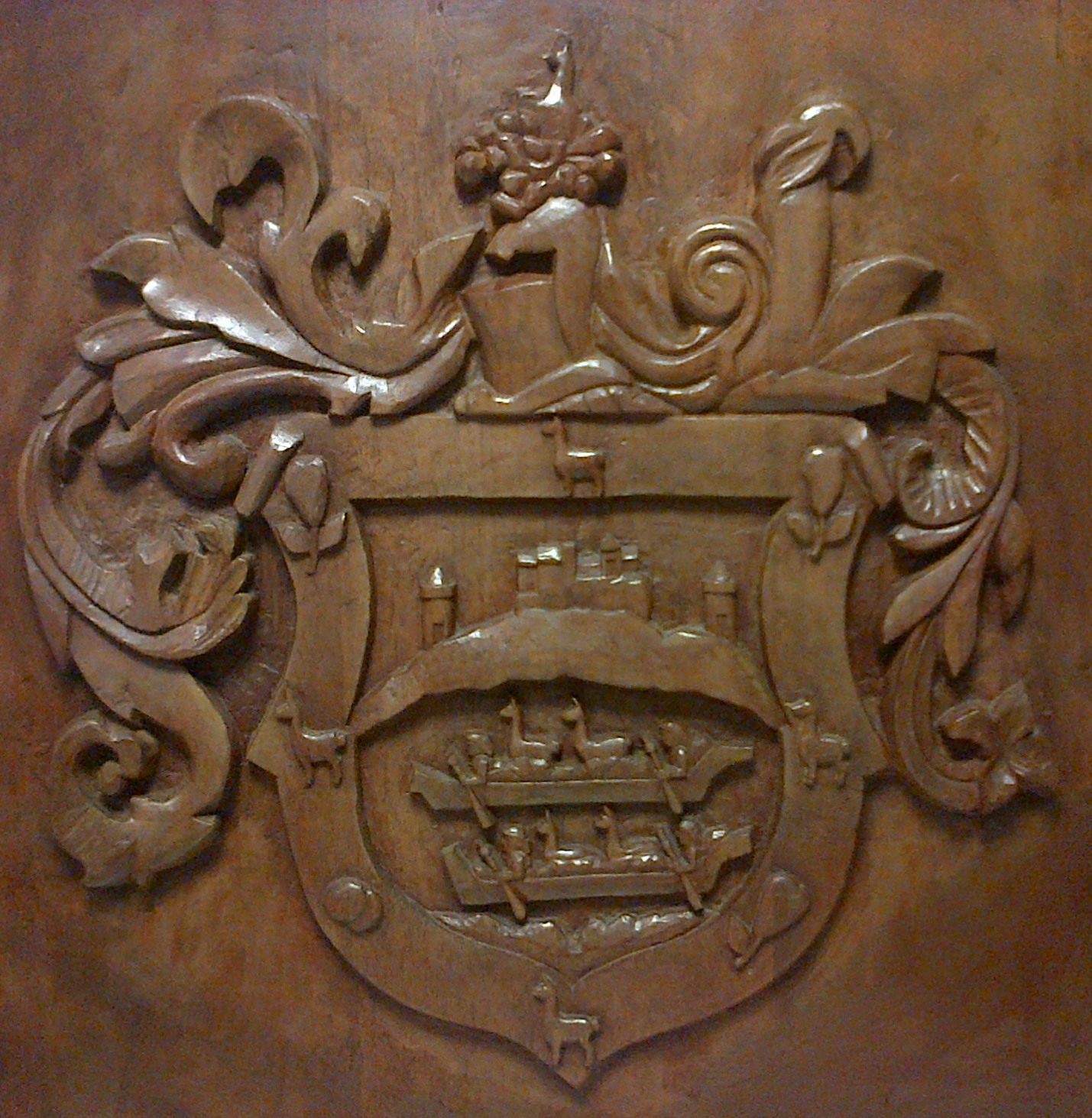
Escudo Cacique Tomalá de la Isla Puná 23.XII.1560

Después de la conqusita, el cacicazgo de la Isla Puná se convirtió en la Tenencia de Puná, bajo las leyes de Indias. La dinastía Tomalá continuó rigiendo y tuvieron importantes participaciones en la historia de la Real Audiencia de Quito. En concreto, sería durante el periodo del cacicazgo de Don Diego de Tomalá que le fueron concedidos preferencialmente las rentas de las encomiendas y contratos de los negocios alrededor de sus costas. Llegaron incluso a construir un pequeño astillero compartido en ganancias para la Corona representada por el cabildo y la familia directamente, en mitades. Fueron además importantes al momento de defender el golfo de Guayaquil de los ataques piratas, por lo que la dinastía Tomalá fue premiada con un escudo de hidalguía por su valentía al hacer frente a los peligros de la guerra. Al siguiente siglo en 1604, el hijo de Diego de Tomalá, Lorenzo ganaría aún más prestigio y poder como encomendero. Buscó comprar mercancías en castilla para poder comerciar en la ciudad. La dinastía tenía buena fama por lo que usó el nombre de su padre y el título de Cacique de Puná para ello. 